# NGC 5485
NGC 5485 је лентикуларна галаксија у сазвежђу Велики медвед која се налази на NGC листи објеката дубоког неба.
Деклинација објекта је + 55° 0' 5" а ректасцензија 14h 7m 11,4s. Привидна величина (магнитуда) објекта NGC 5485 износи 11,3 а фотографска магнитуда 12,3. Налази се на удаљености од 28,278 милиона парсека од Сунца. NGC 5485 је још познат и под ознакама UGC 9033, MCG 9-23-37, CGCG 272-30, PGC 50369.